# Rožmberk nad Vltavou
Rožmberk nad Vltavou (deutsch Rosenberg, früher auch Rosenberch, Roesenberg, Rosemberg, Rozmberg, Rožumbergk) ist eine Stadt im Süden Tschechiens. Sie gehört zum Okres Český Krumlov.

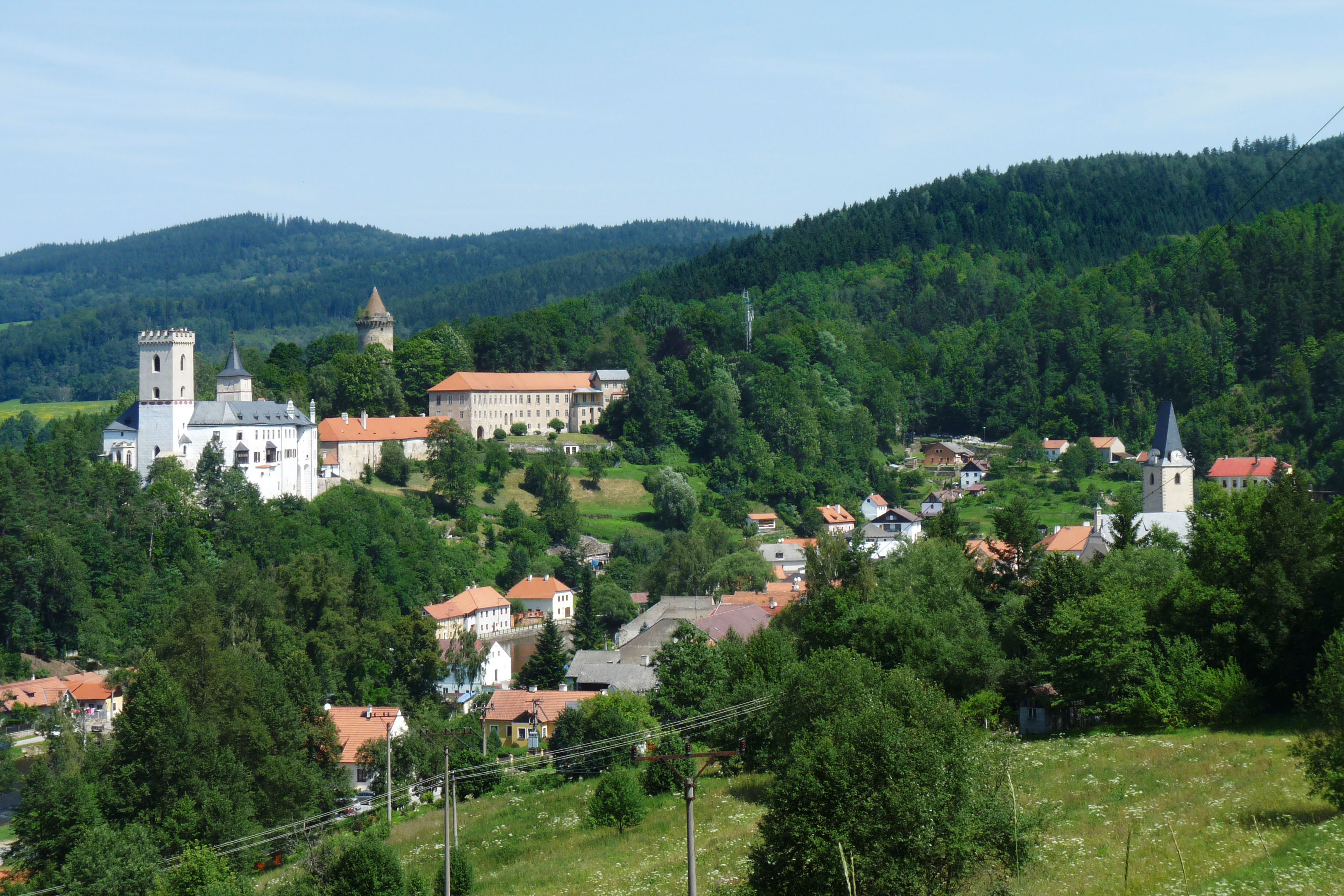
Burg und Altstadt

## Geographie
Rožmberk nad Vltavou liegt nordöstlich der Stadt Hohenfurt im Tal der Moldau, zehn Kilometer von der österreichischen Grenze entfernt. Die Stadt ist von unberührter Natur sowie dem Flusslauf der Moldau umgeben.

### Gemeindegliederung
Die Gemeinde Rožmberk nad Vltavou besteht aus den Ortsteilen Přízeř (Priesern) und Rožmberk nad Vltavou sowie den Weilern Horní Jílovice (Böhmisch Gillowitz), Hlásná (Wachtern), Jiříčkov (Irsieglern), Machnatec (Linden), Metlice (Mödlitzhof), Studenec (Herrnlesbrunn), Velence (Wilentschen) und Závratná (Sabratne). Außerdem liegen die Wüstungen Hořipná (Hurschippen), Poustevna (Einsiedl) und Žumberk (Sonnberg) auf den Gemeindefluren.
Das Gemeindegebiet gliedert sich in die Katastralbezirke Horní Jílovice und Rožmberk nad Vltavou.

### Nachbargemeinden
|        | Rožmitál na Šumavě                          |                |
| Malšín | Kompassrose, die auf Nachbargemeinden zeigt | Dolní Dvořiště |
|        | Vyšší Brod                                  |                |

## Geschichte
Rosenberg wurde in der ersten Hälfte des 13. Jahrhunderts an einem Handelsweg von Krumau nach Linz gegründet. Seine Geschichte ist eng verbunden mit dem gleichnamigen Geschlecht der Rosenberger, auf die die Gründung der Burg Rožmberk zurückgeht. Deren Besitzer eigneten auch das Städtchen Rosenberg mit der gleichnamigen Herrschaft. Um 1250 bestand bereits eine jüdische Gemeinde.
Das älteste Privileg der Stadt Rožmberk stammt vom 8. Februar 1362. Darin erteilten die Brüder Peter, Jobst, Ulrich und Johann von Rosenberg der Stadt Rožmberk das sogenannte „königliche Recht“, wonach sich die Stadt nach den Píseker Rechtsbräuchen zu richten hatte. Demnach hatten die Rožmberker Bürger gegenüber der rosenbergischen Obrigkeit dieselben Rechte und Verpflichtungen wie die Píseker gegenüber dem König.
Am 29. Dezember 1514 gewährte König Vladislav der Stadt Rožmberk und deren Bewohnern einen Wochenmarkt (jeden Samstag) und zwei Jahrmärkte mit einer Dauer von acht Tagen. Außerdem erhielt die Stadt das Meilenrecht für die Malzherstellung und das Bierbrauen.
Rosenbergische Zünfte dienten anfangs der ganzen rosenbergischen Herrschaft und erst später bildeten die einzelnen Orte der Herrschaft und des Zisterzienserklosters Vyšší Brod ihre eigenen Zünfte. Die älteste belegte, städtische Zunft von Rožmberk ist die Zunft der Schneider im Jahre 1553. Im Jahre 1583 ist die Zunft der Bäcker, der Müller und der Lebzelter belegt.
1982 übernahm die Stadt Freistadt eine Patenschaft über die Vertriebenen der Stadt und Pfarre Rosenberg.

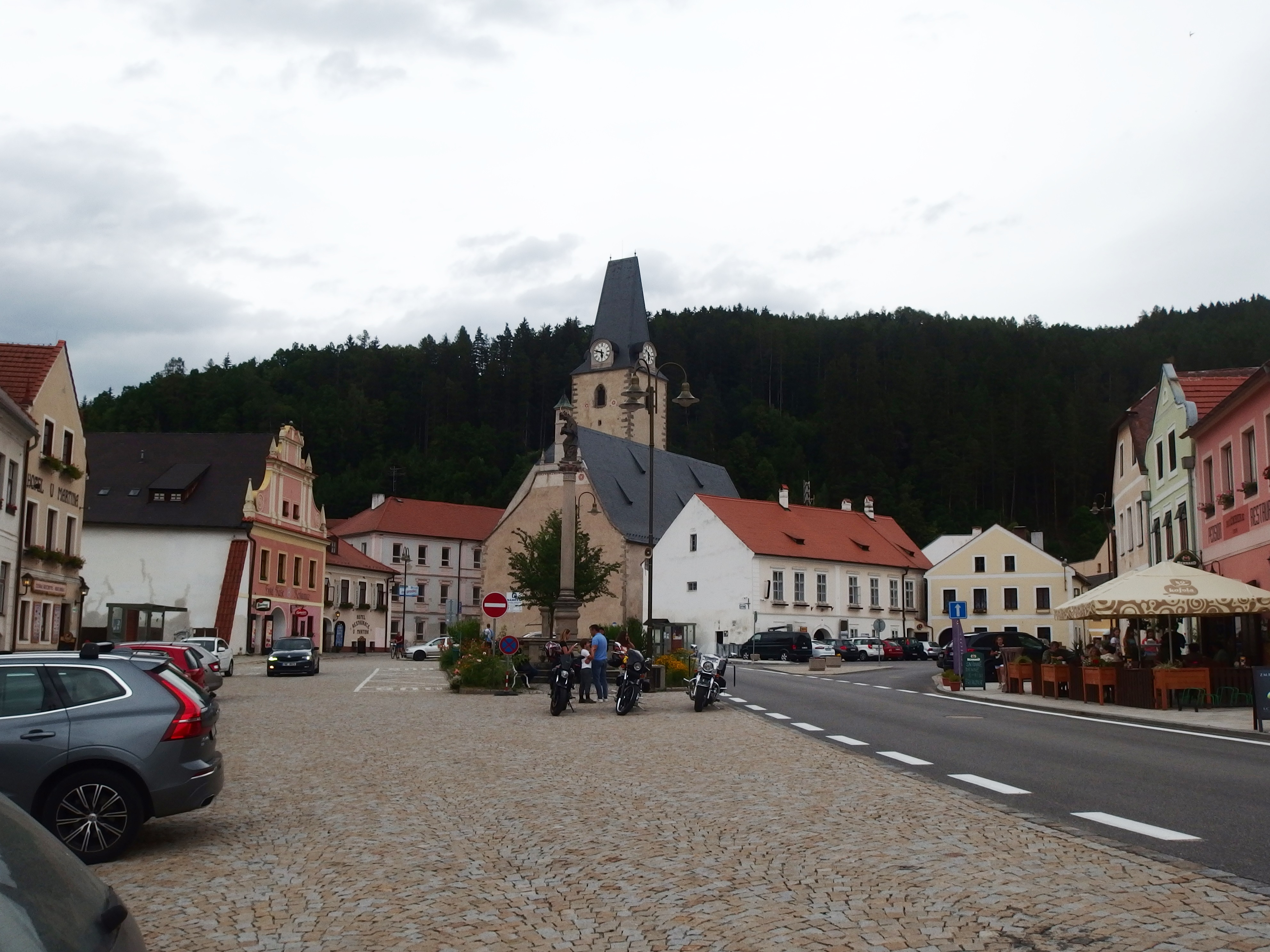
Marktplatz

Rosenberg ist der Hauptort, in dem sich das Geschehen Smetanas Oper Die Teufelswand abspielt. Karel Leger nahm die Landschaft als Grundlage für die Handlung in seinen Roman Wilde fünfblättrige Rose (Planá růže pětilistá).

## Sehenswürdigkeiten
- Burg Rožmberk

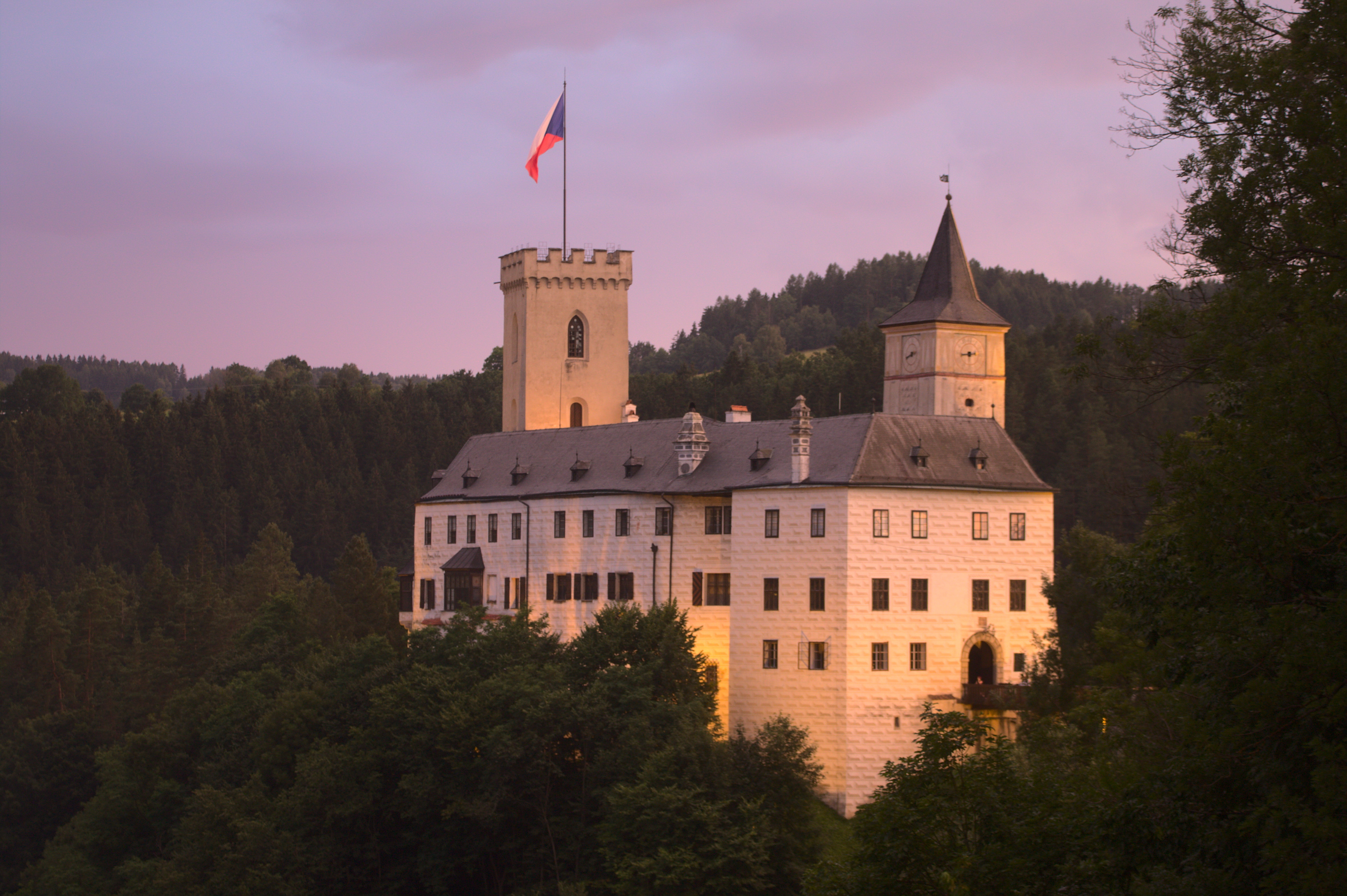
Burg Rožmberk

- Die gotische St.-Marien-Kirche aus dem Jahr 1271 wurde im 15. Jahrhundert umgebaut. Das Chorgewölbe – wohl um 1525 – stammt von Hans Getzinger,[7] der Hauptaltar aus der Zeit des Frühbarocks.
- Das Pfarrhaus aus dem 15. Jahrhundert wurde mehrfach umgebaut und barockisiert.
- St.-Nepomuk-Brunnen sowie Renaissance- und Barockhäuser auf dem Markt
- Alter und Neuer Jüdischer Friedhof
- Kapelle St. Anna in Studenec

## Verkehr
Rožmberk nad Vltavou hat einen Bahnhof an der Bahnstrecke Rybník–Lipno nad Vltavou, der allerdings 4,5 Kilometer südlich der Stadt liegt.

## Söhne und Töchter der Stadt
- Sigismund Pirchan (um 1390–1472), Abt des Klosters Hohenfurth und Weihbischof von Passau
- Otto Tumlirz (1890–1957), Pädagoge und Psychologe
- Franz Egermann (1905–1989), Philologe
- Ladislav Rektoris (1929–2006), Maler